# 雪崩 (1937年の映画)
『雪崩』（なだれ）は1937年（昭和12年）に公開された日本映画。成瀬巳喜男監督作品。
大佛次郎の同名小説を原作として製作された文芸映画である。なお、製作のP.C.Lは同年9月に合併によって東宝映画となった。

## あらすじ
蕗子に一目惚れした日下五郎は、許嫁の弥生を捨てて駆け落ちすることで両親に結婚を認めさせる。それから1年が過ぎ、蕗子の従順さに飽き足らなくなった五郎は弥生に求愛するが、蕗子のことを哀れんだ弥生はそれを拒否した。父から無責任さを責められた五郎は蕗子と心中するつもりで旅立つ。

## 評価
登場人物の独白シーンで画面に紗がかかるという効果が多用されており、この珍奇な手法が公開当時に話題を呼んだ。下りてくる紗がすだれを連想させるため、当時は「雪崩（なだれ）ではなくスダレ映画だ」と揶揄された。

## 出演者
- 日下五郎：佐伯秀男
- 蕗子：霧立のぼる
- 江間弥生：江戸川蘭子
- 父：汐見洋
- 母：英百合子
- 圭介（弥生の弟）：生方明
- 蕗子の父：丸山定夫
- 小柳：三島雅夫

## スタッフ
- 監督：成瀬巳喜男
- 演出：成瀬巳喜男
- 脚本：成瀬巳喜男
- 構案：村山知義
- 撮影：立花幹也
- 音楽：飯田信夫
- 美術：北猛夫
- 録音：鈴木勇
- 編集：岩下廣一